# William Robertson (militaire britannique)
Pour les articles homonymes, voir William Robertson et Robertson.
William Robert Robertson, né le 29 janvier 1860 et mort le 12 février 1933 est un officier de l'armée britannique, chef de l'état-major impérial « CIGS » de 1916 à 1918, pendant la Première Guerre mondiale. En tant que CIGS, il privilégie les opérations sur le front de l'Ouest au détriment des autres théâtres d'opérations. Au cours de la guerre, Robertson a des relations de plus en plus tendues avec Lloyd George, Secrétaire d'État à la Guerre, puis Premier ministre. Il menace de démission lorsque Lloyd George propose de mettre les troupes britanniques sous les ordres de Robert Nivelle, le commandant-en-chef des armées françaises en 1917.
En 1917, Robertson appuie la poursuite de la bataille de Passchendaele, en contradiction avec Lloyd George ce dernier souhaitant que l'effort de guerre britannique se concentrent sur les autres théâtres d'opérations jusqu'à l'arrivée des troupes américaines sur le front occidental.
Robertson est le premier et le seul soldat de l'armée britannique à avoir commencé sa carrière comme simple soldat et à l'avoir terminée au grade de field-marshal.

## Biographie

### Premières années
Robertson est le fils de Thomas Charles Robertson et Ann Dexter Robertson (née Beet), il nait le 29 janvier 1860 à Welbourn (en) dans le Lincolnshire. « Wully » Robertson étudie à l'école de l'église locale et commence sa carrière militaire en novembre 1877. Il quitte son poste de serviteur chez le comte Cardigan pour s'enrôler - cinq mois chez les mineurs - puis pendant douze ans comme simple soldat dans le 16th (The Queen's) Lancers.
En tant que jeune soldat, Robertson est reconnu pour ses prouesses physiques, il gagne des concours de maniements de lances d'épées et de tirs, pour son intérêt pour l'histoire militaire. Il est promu sergent-major en 1885. Encouragé par ses officiers, il présente et réussit un examen pour un brevet d'officier. Il est alors affecté comme sous-lieutenant dans le 3e Dragoon Guards le 27 juin 1888. Il fait partie des quatre ou cinq hommes du rang qui, chaque année, réussissent ces examens.
Robertson a des difficultés de train de vie. Il a un salaire 120 £ mais doit dépenser 300 £ supplémentaires par an pour maintenir le niveau de vie d'un officier de cavalerie. Sans le départ de son régiment en Indes où le salaire est plus élevé et les frais inférieurs à ceux du Royaume-Uni, Robertson aurait probablement quitté la cavalerie. Le père de Robertson lui a offert ses uniformes. De son côté Robertson économise en buvant de l'eau potable pendant les repas et en ne fumant pas, les pipes n'étant pas autorisées dans les mess des officiers et les cigares étant trop chers. Grâce à une bourse, il étudie l'ourdou, l'hindi, le persan, le pachto, le pendjabi et le gorkhalî avec des natifs pour obtenir la qualification d'interprète. Il est promu lieutenant le 1er mars 1891 et nommé attaché à la Direction générale du renseignement du Département de l'Intendant général en Inde le 5 juin 1892. Il obtient le grade de capitaine le 3 avril 1895.
Robertson prend part à l'expédition de Chitrâl comme officier de renseignement en 1895. Il est décrit par le lieutenant-général Sir Robert Low, le commandant de l'expédition comme « un officier plein d'avenir très actif et intelligent ». Robertson participe au siège du Malakand, au cours de ce siège il est attaqué par ses deux guides lors d'une mission de reconnaissance. Il réussit à faire fuir ses assaillants et à en blesser un, ce dernier est capturé peu après et exécuté. Robertson reçoit l'ordre du Service distingué pour ce fait de guerre.
Robertson intègre le Staff College (en) de Camberley, il est choisi par le commandant en chef de l'armée des Indes (Commander-in-Chief, India), c'est le seul soldat du rang qui intègre cette école. Élève assidu, il étudie les mathématiques de base, l'allemand et le français, il devient interprète en langue allemande. Il suit les cours d'histoire militaire du colonel Henderson et intègre les principes de Jomini, de Clausewitz et les travaux d'Edward Hamley (en) (Opération militaire-1866) qui mettent en avant la concentration des troupes et l'ascendant physique et moral pour détruire la force principale adverse. Robertson sort second du Staff College en décembre 1898, il est détaché au département du renseignement du ministère de la Guerre, le 1er avril 1899.

### Guerre des Boers et Staff College
Au commencement de la guerre des Boers, Robertson est nommé adjudant-général adjoint au général Frederick Roberts, le commandant en chef des armées britanniques en Afrique du Sud, le 15 janvier 1900. Il est présent aux batailles de Paardeberg, de Poplar Grove et aux autres batailles des mois de mars et de mai. Robertson est promu au grade de major le 10 mars 1900, il est obtient une citation militaire le 2 avril 1901.
Robertson est à nouveau affecté au ministère de la Guerre en octobre 1900, il est promu lieutenant-colonel breveté le 29 novembre 1900. Il est nommé adjoint au quartier-général responsable de la section du renseignement militaire à l'étranger le 1er octobre 1901, il est recommandé pour ce poste par le général Sir Henry Brackenbury, un expert du renseignement. Robertson travaille en étroite collaboration avec William Nicholson, le directeur des opérations militaires, il obtient le brevet de colonel le 29 novembre 1903. Après avoir été l'un des plus vieux lieutenants de l'armée, Robertson est un des plus jeunes colonels. Il dirige une équipe de neuf agents répartis dans la section impériale, la section des affaires étrangères et la section spéciale et considère l'Allemagne comme la principale menace pour la Grande-Bretagne. Le 30 juin 1905, il est nommé directeur adjoint des opérations militaires et obtient l'Ordre du Bain.
À la fin de son contrat en janvier 1907, Robertson traduit des ouvrages militaires allemands et austro-hongrois en anglais. Il est nommé quartier-maître général adjoint à Aldershot (en) le 21 mai 1907, il est promu brigadier à l'état-major d'Aldershot le 29 novembre 1907. Nicholson l'ancien chef de Robertson, devenu chef d'état-major général impérial, le nomme commandant du Staff College à partir du 1er août 1910, Robertson devient professeur à Camberley.
Robertson reçoit l'Ordre royal de Victoria, le 16 juillet 1910, il est promu brigadier-général le 26 décembre 1910. Le 26 septembre 1913, il est Chevalier de l'Ordre royal de Victoria et nommé directeur de la formation militaire au ministère de la Guerre le 9 octobre 1913. Lors de l'incident de Curragh, Robertson envisage un temps de démissionner. Cet incident provoque une défiance entre les officiers supérieurs de l'armée impériale britannique et les libéraux. Robertson se sort de l'incident sans dommage pour sa réputation.

### Première guerre mondiale 1914-1915

#### Quartier-maître général du BEF
Au début de la première guerre mondiale, Robertson est toujours directeur de la formation militaire au ministère de la Guerre. Il remplace Murray comme quartier-maître général du Corps expéditionnaire britannique (BEF) dirigé par le Field Marshal French le 5 août 1914. Robertson considère que le BEF est trop avancé et discute avec le major-général Robb, responsable des lignes d'approvisionnement dès le 22 août 1914 pour préparer une retraite possible alors que dans le même temps French et Wilson envisage de s'avancer davantage en Belgique. Il organise des dépôts de ravitaillement non plus à partir des ports belges jugés trop exposés mais à partir des ports français de la Manche et même de l'Atlantique. Ces nouvelles lignes de ravitaillement sont utilisées après la bataille de Mons.
Robertson devient chef d'état-major du BEF à partir du 25 janvier 1915 en remplacement de Murray en prenant le poste à Wilson le sous-chef d'état-major. Une rencontre a lieu entre les deux hommes le 17 janvier 1915 où tous deux indiquent vouloir refuser la place. Robertson précise dans ses mémoires avoir hésité à accepter le poste, malgré le prestige et le salaire conséquent car il n'était pas le premier choix de French, mais l'avoir pris par devoir. Il refuse de conserver sous ses ordres directs Wilson. Ce dernier continue à conseiller French durant les repas que Robertson prend au mess des officiers. Les relations entre Robertson, plusieurs officiers supérieurs britanniques et French se détériorent au cours de l'année 1915.

#### Chef d'état-major du BEF
Robertson devient Chevalier de l'Ordre du Bain le 18 février 1915. Il souhaite un engagement britannique important sur le front occidental. Il considère que les pays des Balkans vont agir selon leurs intérêts propres et non selon ceux de la Grande-Bretagne et déconseille le débarquement des Dardanelles. Il précise à French le 2 avril 1915 que les troupes britanniques devront rester sur la défensive si le gouvernement ne fait pas du front occidental le principal théâtre d'opérations.
Robertson se plaint auprès de Kitchener de l'attitude imprudente de French. Le 25 juin 1915, il se positionne contre la retraite des Britanniques par les ports de la Manche, hypothèse envisagée par le gouvernement britannique après la seconde bataille d'Ypres. Il considère en effet que dans cette hypothèse les Anglais deviendraient des spectateurs impuissants de la défaite française. Le 26 juin 1915, il répond à un mémorandum de Churchill en indiquant que les combats sur la presqu'ile de Gallipolli sont aussi meurtriers que les combats du front occidental mais sans combattre l'adversaire principal, l'Allemagne. Il présente un document appelé « Notes sur le rôle du gouvernement pour la conduite de la guerre », le 30 juin 1915 où il indique que le gouvernement doit faire des choix sur les objectifs de la guerre, dans le cas présent la libération de la Belgique et la destruction de l'appareil militaire allemand, et laisser les militaires atteindre ces objectifs.
Le 1er juillet 1915, Robertson et le Roi George V ont un entretien privé au cours duquel le Roi se laisse convaincre de remplacer French à la tête du BEF. Robertson présente ses idées au conseil de guerre. Sur le plan tactique, il préconise une avancée lente et progressive des troupes sous la protection de l'artillerie et la mise en place de contre-batteries efficaces. Il souhaite également que les troupes engagées le soient par surprise et aient des objectifs réalistes, protégées par l'artillerie pour limiter les effets des contre-attaques allemandes. Maurice l'un des hommes rédigeant les mémentos de Robertson, lui conseille le 19 juin 1915 de réaliser des attaques locales sur des positions que les Allemands, pour des raisons politiques ou stratégiques, sont dans l'obligation de conserver. Ce type d'attaque va permettre de maximiser les pertes de l'adversaire.
Robertson, initialement opposé à l'offensive sur Loos, recommande le 20 juillet 1915 à la 2e armée de réaliser une attaque plus limitée pour s'emparer de Messines et de la crête Wyndeschete. Le 5 août 1915, il recommande au gouvernement britannique de s'engager pleinement aux côtés des Russes pour éviter que ces derniers ne signent une paix séparée en cas de perte de la Pologne.
Les rapports entre Robertson et French se détériorent de plus en plus. Le 29 juillet 1915, Robertson indique à Wilson qui lui est impossible de gérer ou d'influencer French. Wilson note dans ses mémoires que Robertson a tenté de discréditer son supérieur lui envoyant des documents que French refuse de lire ou de signer. Notamment au début août 1915, il envoie une note concernant les volontaires britanniques qui doivent rejoindre le front ouest que French ne lit pas précisant qu'il est au courant de la situation. Robertson se plaint de la situation auprès de Wigram, un conseiller du Roi. Il est nommé Grand Officier de la Légion d'honneur le 10 septembre 1915 et il agit comme Commandant en Chef du BEF lorsqu'en septembre French tombe malade.

#### Chef de l'état-major impérial (CIGS)
Robertson indique dans ses mémoires ne pas être un proche de Kitchener, n'ayant été sous ses ordres qu'en Afrique du Sud. Il peut ainsi critiquer les actions de dernier. Robertson reproche à Kitchener de laisser les civils, comme Churchill et Haldane, avoir trop d'influence sur la stratégie de l'armée. Robertson considère comme anormal que plusieurs campagnes militaires dans le Sinaï, en Mésopotamie ou à Salonique n'aient pas été soumises à l'approbation du CIGS. Lors d'une discussion avec le Roi durant l'été 1915, il recommande de nommer un CIGS doté de pouvoirs élargis et donc de remplacer James Wolfe-Murray le CIGS actuel trop intimidé par Kitchener afin d'éviter des catastrophes militaires. En octobre 1915, Robertson renforce la coordination des plans militaires avec les Français et les contacts avec Charles Callwell (en), rappelé de sa retraite pour diriger la direction des opérations militaires.
Lors de la visite du Roi George V sur le front le 24 octobre 1915, Haig lui suggère de rapatrier Robertson en Angleterre pour le nommer CIGS, dans le même temps Robertson indique au Roi que Haig devrait remplacer French à la tête du BEF. Il est promu au grade de lieutenant-général permanent le 28 octobre 1915. Le 15 novembre 1915 Robertson rencontre à Londres le roi et Kitchener, il dit à nouveau à Haig qu'il souhaite le voir à la tête du BEF. French est forcé de « démissionner » au début décembre 1915 et recommande Robertson pour lui succéder, tandis que Kitchener souhaite placer Esher. Le gouvernement Asquith décide de nommer Robertson commandant en chef du BEF, mais ce dernier est prêt à renoncer à ce poste s'il revient à Haig, lui libérant le poste de CIGS.
Kitchener et Asquith décide de nommer Robertson CIGS. Ce dernier exige que Kitchener ne s'implique plus dans les décisions opérationnelles sans l'obliger à démissionner et qu'il ait un rôle consultatif comme le ministre prussien de la Guerre. Asquith demande aux deux hommes de négocier un accord lors d'une rencontre à l'Hôtel de Crillon à Paris. Kitchener devient responsable du recrutement de l'armée et laisse la direction stratégique des opérations militaires à Robertson. En revanche les ordres doivent être cosignés par les deux hommes contrairement aux souhaits de Robertson. Robertson devient chef de l'état-major impérial, le 23 décembre 1915. En janvier 1916, un arrêté royal formalise les rôles et fonctions de Kitchener et de Robertson.

#### Premières décisions
Robertson prend ses fonctions le 23 décembre 1915, il amène avec lui trois hommes capables du GQG : Whigham (comme adjoint), Maurice (à la direction des Opérations) et MacDonogh (à l'Intelligence). Leurs remplaçants, en particulier Kiggell (en) (BEF CGS nouveau) et Charteris (BEF Intelligence) seront beaucoup moins aptes ce qui expliquerait les orientations discutables du BEF durant la suite de la guerre.
Lors de la Conférence des Alliés à Chantilly du 6 à 8 décembre 1915, Robertson souhaite l'abandon de la tête de pont de Salonique, mais cette proposition est refusée. Sa première décision en tant que CIGS est de proposer l'évacuation de la tête de pont du Cap Helles que la Royal Navy souhaite conserver comme une base et que certains, comme Balfour et Hankey, souhaitent conserver pour des raisons de prestige britannique au Moyen-Orient. L'abandon des autres têtes de pont de Gallipoli, de Suvla / Anzac, trop étroites pour se défendre contre l'artillerie ottomane, est déjà décidé le 7 décembre 1915.
Lors de son premier jour en tant CIGS, Robertson exige le maintien d'une attitude défensive en Mésopotamie, en utilisant exclusivement des renforts de l'Armée des Indes. Cette exigence est acceptée le 29 février 1916, malgré les objections de Balfour et Lloyd George. Robertson insiste pour que les opérations en Mésopotamie ainsi que la logistique soient placées sous son contrôle plutôt que sous celui l'Armée indienne. Il appuie Kitchener pour une levée de 18 divisions supplémentaires par la conscription.

### CIGS: 1916

#### Débats stratégiques
Robertson est un soutien du nouveau chef du BEF Douglas Haig. Il considère que la priorité est de se concentrer sur l'Allemagne et le front de l'ouest plutôt que de lancer des opérations sur des fronts secondaires. Après avoir vu l'influence d'hommes politiques comme Lloyd George et Churchill sur Kitchener, Robertson décide de présenter ses recommandations sans participer aux débats politiques et insiste pour que le gouvernement accepte ses conseils ou change de CIGS. Il déclenche une campagne de presse fustigeant l'action des civils dans les opérations militaires qui ont conduit aux désastres de Gallipoli et de Kut. Robertson est proche de Gwynne (en) et Repington (en) qui travaillent pour le groupe de presse Northcliffe, il encourage Haig à avoir de bons contacts avec les journalistes. Il communique avec ses subordonnés par lettres secrètes et par télégrammes signés « R ». Il écrit ainsi à Milne pour qu'il évite de participer à des actions offensives à Salonique et à Maude pour lui reprocher la prise de Bagdad contraire à ses ordres.
Le 12 février 1916, dans une note, Robertson suggère de proposer aux Turcs une paix séparée ou de proposer des territoires turcs aux Bulgares pour les inciter à la paix. Il reçoit alors une note lui indiquant que le Royaume-Uni ne reviendrait pas sur les promesses faites aux différents Alliés au début du conflit, comme laisser Constantinople aux Russes, afin d'éviter une paix de compromis rendant l'Allemagne encore plus forte. Robertson déclare au comité de Guerre le 22 février 1916 que la volonté des Français d'envoyer davantage de troupes à Salonique est liée à une baisse de volonté de continuer la guerre des tranchées.
Le comité de Guerre a accepté le 28 décembre 1915 de faire des préparatifs pour une offensive sur le front de l'Ouest. À Chantilly, Haig et Joffre parviennent à un accord le 14 février 1916 sur le choix de la Somme comme lieu de la future bataille. Malgré les hésitations italiennes sur l'entrée en guerre, la baisse des moyens français alloués à la bataille de la Somme du fait de la bataille de Verdun, Robertson insiste sur la nécessité de l'offensive auprès du comité de guerre. Il considère en effet que la France est en train de s'épuiser à Verdun. Le 3 avril 1916, le comité accepte l'offensive de la Somme.
Robertson exerce des pressions sur les hommes politiques dans la presse en faveur de la conscription. Lorsque le Cabinet de guerre accepte l'offensive de la Somme, Robertson encourage le Conseil de l'Armée à faire une déclaration en faveur de la conscription des hommes mariés. Malgré l'opposition de Bonar Law risquant d'entraîner des élections anticipées Robertson refuse de transiger et encourage Dawson, rédacteur en chef de «The Times», de rendre publique sa position. Il développe des relations fortes avec Haig pour ne pas permettre aux civils d'interférer sur les choix stratégiques et pour éviter de reproduire les erreurs liées aux mauvaises relations entre French et Kitchener.

#### Prélude de la bataille de la Somme
Au début de l'année 1916, un mémorandum (en) de Grey et de House l'envoyé de Woodrow Wilson le président des États-Unis propose des points de discussion pour entamer une médiation afin d'arrêter la guerre. Robertson s'oppose immédiatement à ces propositions. Avec Hankey, il est exclu des négociations le 24 mai 1916 laissant seuls les politiciens. À la suite des négociations McKenna (Échiquier), Hankey, Asquith, Grey et Balfour sont favorables à la médiation devant le coût faramineux de la guerre. Bonar Law et Lloyd George souhaitent la poursuite de la guerre. La médiation est abandonnée lorsque l'ensemble du Conseil de l'Armée, y compris Kitchener et Robertson, menace de démissionner.
Robertson tente de limiter la divulgation d'informations au Comité de Guerre, il donne aux membres un résumé des nouvelles militaires qui pour la plupart sont déjà publiées dans la presse. Hankey et Lloyd George exigent des rapports plus détaillés quand ils découvrent que Robertson a transféré de son proche chef des troupes d'Égypte vers la France sans en référer au Comité. Robertson considère en effet que les difficultés logistiques vont empêcher les Turcs d'attaquer l'Égypte, en conséquence il prélève 9 divisions, 3 brigades d'infanterie et 9 batteries lourdes soit 240 000 hommes de l'Empire britannique sur les 300 000 hommes disponibles ne laissant à Murray que 4 divisions d'infanterie territoriales et les troupes montées.
Le 30 mai 1916 Robertson déclare aux ministres que Haig ne percera pas les lignes allemandes et que l'attaque a pour but de soulager l'Armée française. De son côté Haig pense pouvoir percer les lignes allemandes avec les moyens dont il dispose, il organise alors un bombardement plus en profondeur des lignes adverses. Le 3 juin 1916, Robertson est promu général.
Le 9 juin 1916, au cours d'une conférence franco-anglaise au 10 Downing Street, Robertson bloque les propositions françaises soutenues par Lloyd George d'offensives à Salonique ayant pour but de rallier la Roumanie dans le camp des Alliés. Robertson considère pour sa part que les succès militaires russes entraîneraient naturellement l'entrée en guerre du côté allié de la Roumanie et que la Bulgarie doit être isolée par des moyens diplomatiques pour couper les voies de communication entre la Turquie et l'Allemagne.
Au cours du mois de juin 1916, Robertson tente en vain par une campagne de presse, par des colloques auprès d'officiers à Stamfordham d'empêcher la nomination de Lloyd George comme Secrétaire d'État à la Guerre en remplacement de Kitchener. Rapidement des tensions vont apparaître entre les deux hommes, Lloyd George souhaitant utiliser son contrôle sur les nominations militaires pour influencer la stratégie. Robertson conserve cependant les pouvoirs spéciaux obtenus en décembre 1915.

#### Bataille de la Somme
Avant le début de la bataille, Robertson indique qu'il faudra plusieurs batailles pour vaincre l'Allemagne. Cependant, comme beaucoup d'officiers supérieurs britanniques, il est trop confiant en considérant que la quantité d'obus et l'artillerie permettront d'user les Allemands. Malheureusement la trop grande largeur du front d'attaque entraine une dispersion des moyens en artillerie et est une cause de l'échec des assauts de la journée du 1er juillet 1916.
Durant le mois de juillet, Robertson se plaint du manque d'informations fournies par Haig notamment sur les pertes humaines. Le mois de juillet 1916 restera le mois le plus sanglant pour l'Armée britannique durant la totalité de la première guerre mondiale. Une polémique lancée par Winston Churchill commence à se développer mettant en avant le nombre de victimes par rapport aux gains territoriaux négligeables, laissant le champ libre à l'Allemagne pour agir sur d'autres zones d'opérations. Robertson répond à cette attaque. Il précise que les pertes bien qu'importantes, sont faibles par rapport aux pertes françaises depuis le début du conflit, que l'Allemagne a quadruplé le nombre de ses divisions sur le secteur de la Somme, entraînant une baisse de la pression sur Verdun et contribuant aux succès des offensives russes et italiennes.
Avec les succès des offensives alliées de l'été 1916, Robertson espère que l'Allemagne va demander la paix à n'importe quel moment et souhaite que le gouvernement définisse les objectifs de la guerre, de peur que la Grande-Bretagne ne soit pas traitée correctement face à l'alliance entre la France et la Russie. Robertson considérait la Russie comme une menace à long terme pour la Grande-Bretagne. Poussé par Asquith, Robertson présente un mémorandum sur les buts de guerre le 31 août 1916. Il souhaite que l'Allemagne reste une grande puissance face à l'influence russe. Il suggère un démembrement de l'Autriche-Hongrie en faveur de l'Allemagne pour compenser la perte de ses colonies africaines, de l'Alsace-Lorraine et des ports de la mer du Nord et de la Baltique y compris le canal de Kiel.

#### Clash avec Lloyd George
Robertson soupçonne que la déclaration de guerre, le 1er septembre 1916 de la Bulgarie à la Roumanie soit conditionnée par une aide allemande. Lloyd George souhaite pour soutenir la Roumanie que la Grèce rejoigne les Alliés en l'achetant ou en en effectuant un bombardement naval. Robertson convainc le 12 septembre 1916 le Comité de Guerre lors d'une visite de Lloyd George sur le front de l'Ouest que l'aide la plus efficace pour la Roumanie est de continuer à attaquer sur la Somme.
Robertson indique à Monro, le nouveau commandant en chef en Inde, de réaliser des opérations pour satisfaire les politiques sans s'engager en Mésopotamie. Ce dernier veut se retirer de Kut à Amara plutôt que de faire une nouvelle tentative de prendre Bagdad, cet ordre est annulé par Curzon et Chamberlain du Comité de guerre, qui autorisent finalement l'attaque de Maude le 18 septembre 1916. Lors d'une visite sur le front de l'Ouest en septembre 1916, Lloyd George fait des critiques d'Haig à Foch, il propose d'envoyer Robertson en mission en Russie pour la persuader de faire le maximum d'efforts. Ce dernier refuse la mission. Lloyd George continue au cours de l'automne de demander l'envoi de 8 divisions britanniques à Salonique. Cet envoi de troupes est logistiquement impossible, mais le Comité de guerre demande à Robertson de demander l'avis de Joffre.  Derby le dissuade de démissionner le jour suivant. Robertson écrit une lettre à Lloyd George le 11 octobre 1916 se plaignant que Lloyd George ait des conseils stratégiques contraires aux siens et ait demandé l'avis d'un général étranger, il menace de démissionner si son conseil n'est pas suivi. Lloyd George doit donner sa « parole d'honneur » au premier ministre Asquith qu'il a une confiance totale en Haig et Robertson, les jugeant irremplaçables. Lloyd George écrit à Robertson pour savoir comment leurs différends ont pu être divulgués dans la presse et fait valoir son droit d'exprimer ses opinions sur la stratégie.

#### Fin de la bataille de Somme
Lors de la conférence interalliée de Boulogne le 20 octobre 1916 Asquith soutient Robertson et s'oppose aux offensives à Salonique, mais la Grande-Bretagne doit envoyer une deuxième division anglaise, pour ne pas être le seul allié à ne pas envoyer de renforts. Le comité de guerre se réunit le 3 novembre 1916 sans Robertson. Lloyd George exprime ses opinions librement sans être gêné par la présence de Robertson. Il considère que les Alliés n'ont pas atteint le succès escompté, que les Allemands ont récupéré l'initiative, ont conquis la plus grande partie de la Roumanie, et augmenté leurs forces à l'Est. L'armée allemande passe de 169 divisions et demie le 1er juin 1916 à 197 divisions dont 70 à l'Est, contre 47 divisions et demie le 1er juin 1916 pour les troupes britanniques et dispose encore 4 millions d'hommes en réserve. Le premier ministre Asquith le soutient. La conclusion de la commission, ni imprimée ni distribuée, est que l'offensive de la Somme si elle se poursuit l'année suivante n'est pas susceptible de générer de résultats décisifs, les pertes seraient trop lourdes par rapport aux résultats attendus. Il est donc convenu d'examiner des offensives sur d'autres théâtres d'opérations.
Robertson souhaite que la conscription soit développée, le service national est mis en place pour les hommes jusqu'à l'âge de 55 ans, créant ainsi 900 000 nouvelles recrues, dans un plan semblable au programme Hindenburg en Allemagne. Il est préoccupé par l'absence d'un leader dans la Coalition Asquith, il compare le Conseil des ministres à « un comité de fous ». Il ne fait pas partie d'un parti politique et préconise la création d'un Comité de guerre restreint. il craint que des ministres, par des actions personnelles, pourraient participer à des tentatives de paix ou de réduire l'effort britannique sur le front de l'Ouest.
Robertson réussit à convaincre Joffre à la conférence de Chantilly des 15 et 16 novembre 1916 de ne pas accepter d'envoi de ressources supplémentaires à Salonique. La bataille de la Somme prend fin le 18 novembre 1916 il écrit à Kiggell pour lui demander de ne pas susciter des attentes trop élevées sur les résultats de la bataille de la Somme. Robertson choque les ministres en prévoyant la fin de la guerre pas avant l'été 1918. Le War Office rapporte en novembre et décembre que les Français ont des ratios de pertes plus faibles que les Britanniques, il considère que ces différences sont liées aux compétences des artilleurs français qui ont vu leur nombre multiplié par 2,5 tandis que dans le même temps les artilleurs britanniques ont vu leur nombre décuplé.
Le 21 novembre 1916, Asquith rencontre de nouveau les ministres sans la présence de Robertson, ils conviennent qu'il est impossible de l'envoyer en Russie. Son influence commence à décliner. Le départ d'un officier britannique en Russie, initialement prévu en novembre, est retardé. Wilson est finalement envoyé à la place de Robertson.
Lors de la deuxième Conférence de Chantilly il est convenu que la Grande-Bretagne prenne à sa charge une partie plus importante du front occidental. Asquith écrit à Robertson pour lui annoncer le choix du Comité de guerre de capturer ou de rendre inutilisable les bases navales de sous-marins et destroyers d'Ostende et de Zeebruges. Haig et Robertson obtiennent l'accord de Joffre pour une offensive britannique dans les Flandres, après les attaques des ports par la France et le Royaume-Uni.

#### Lloyd George premier ministre
Au cours de la crise politique de décembre, le colonel Arthur Lee, le secrétaire militaire de Lloyd George, prépare un mémorandum blâmant Robertson et l'état-major pour la perte de la Serbie et de la Roumanie. Le 8 décembre 1916 Hankey conseille l'envoi d'aide à l'Italie et la préparation d'offensives en Palestine, même s'il considère les offensives sur le front occidental nécessaires et inévitables. Lloyd George décide d'utiliser ces conseils comme éléments de base de discussions sur la stratégie future.
Robertson, avec le soutien de Murray, résiste aux tentatives d'envois de troupes en Égypte. Ils arrivent à limiter l'envoi de troupes à 4 000 hommes à Rabegh pour aider à la Révolte arabe naissante. Robertson souligne qu'avec les troupes non combattantes le total de l'armée au Moyen-Orient atteint 16 000 hommes pas assez pour permettre l'attaque de Murray sur El Arish. Robertson autorise Maude en Mésopotamie à attaquer en décembre 1916 espérant qu'avec les Russes passant par Mossoul, la menace turque serait écartée en Mésopotamie. Le 12 décembre 1916, Robertson conseille de repousser l'offre de l'Allemagne d'une paix négociée.

### CIGS: printemps 1917

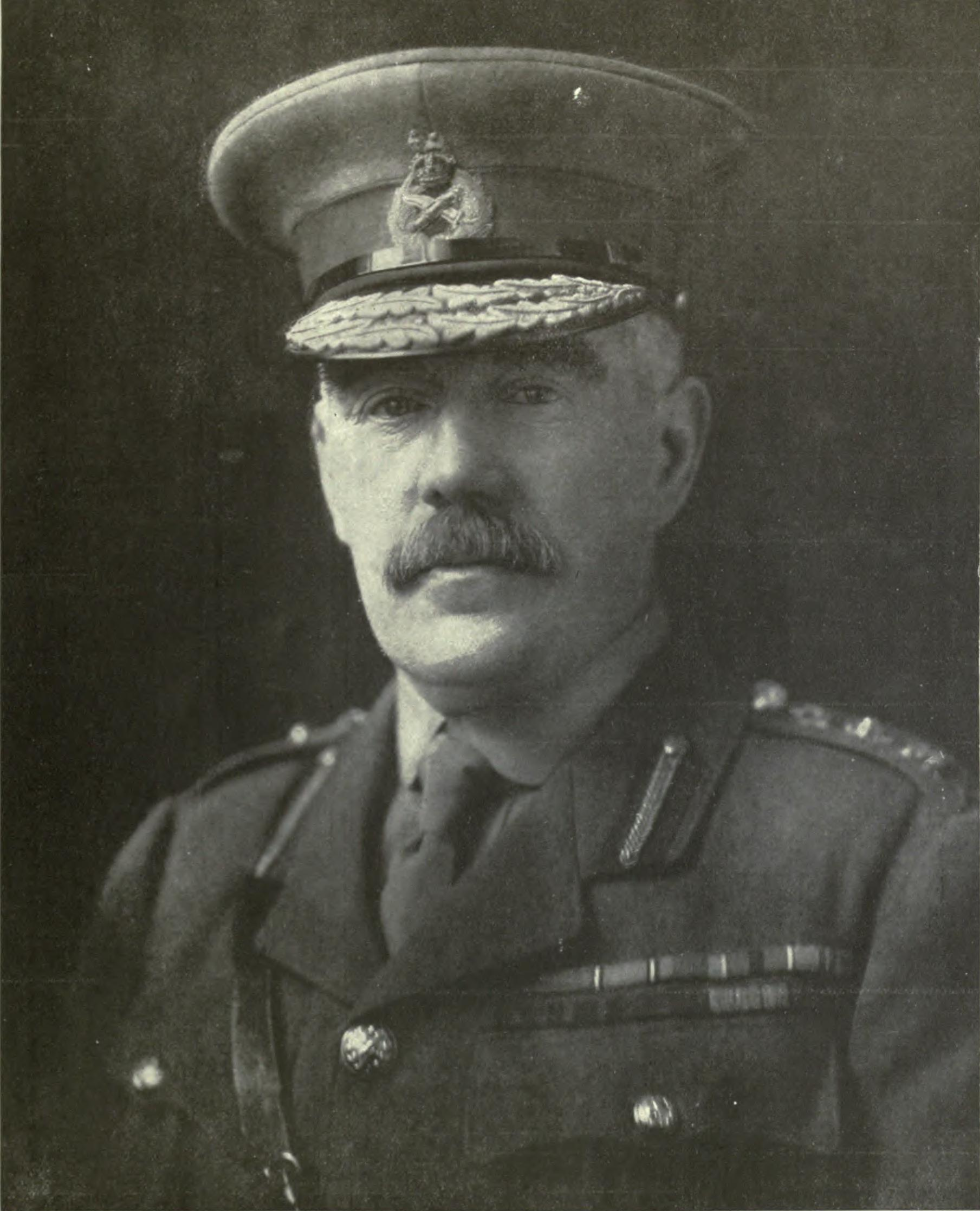
Robertson, 1917

#### Conférences de janvier
Le 15 janvier 1917, Robertson est nommé aide de camp du roi. Il est promu Chevalier Grand Croix de l'Ordre du Bain, le 24 janvier 1917. Après la conférence franco-britannique très tendue de Londres du 26 novembre 1916 au 8 décembre 1916, le Cabinet de guerre donne, le 30 décembre 1916, les pleins pouvoirs à Lloyd George pour « conclure un arrangement » lors de la conférence suivante à Rome. Lors de cette Conférence des 5 et 6 janvier 1917, Lloyd George, conseillé par Hankey, propose l'envoi d'armes lourdes en Italie en contrepartie d'un envoi de troupes italiennes à Salonique. Robertson souligne que les positions défendues par Lloyd George sont contraires à la politique convenue et laisse entendre qu'il pourrait démissionner. La position de Lloyd George est également contestée par le général en chef italien Cadorna (Hankey le soupçonne d'être de mèche avec Robertson) soulignant la difficulté logistique d'accepter les canons lourds, même quand Lloyd George retire la condition qu'ils soient retournés sur le front occidental en mai. Albert Thomas, le ministre français des munitions, pense qu'il n'est pas judicieux de diminuer le nombre de canons lourds du front occidental.
À la conférence suivante à Londres les 15 et 16 janvier 1917, Cadorna indique être en mesure de remporter une grande victoire si l'armée italienne est renforcée par 300 canons lourds ou 8 divisions britanniques. Le 29 janvier 1917, Robertson s'oppose comme convenu à cette proposition.

#### Calais
Haig veut repousser le déclenchement de l'attaque britannique prévue au mois de mai pour la faire coïncider avec les attaques italiennes et russes. Il est informé par le gouvernement de la nécessité pour l'Armée Britannique de prendre à sa charge une partie de la ligne française et de ne pas décaler l'attaque prévue après le 1er avril 1917 comme le demande le nouveau commandant en chef de l'Armée Française Nivelle. Robertson est inquiet, il considère que la position de Nivelle oblige les troupes britanniques à attaquer sur des sols encore humides. Haig de son côté tente de retarder les changements demandés en se plaignant des chemins de fer et en demandant l'arbitrage des ministres français et anglais. Le 14 février 1917, Robertson l'encourage vivement de résoudre le différend en rencontrant en tête à tête Nivelle et de se passer des hommes politiques.
Lors de la conférence de Calais, Robertson a indiqué croire au début à une conférence sur l'utilisation des chemins de fer, il a insisté auprès de Haig pour avoir un accord formel des opérations pour l'année 1917. Ni Robertson, ni Derby ne sont conviés à la réunion du Cabinet de guerre du 24 février 1917 (aucun procès-verbal n'est donné à la suite de cette réunion, mais dans le train pour Calais Hankey rédige un résumé distribué après la conférence). Au cours de cette réunion du Cabinet de guerre, les ministres britanniques ont estimé que les généraux français et l'état-major ont des résultats supérieurs aux Britanniques et que la Grande-Bretagne devait apporter un soutien sans réserve militaire et politique au dernier grand effort français de la guerre. Dans le train pour Calais Lloyd George informe Robertson et Maurice qu'il a l'autorité du Cabinet de guerre « pour décider entre les généraux Haig et Nivelle », la subordination de Haig à Nivelle n'est en revanche pas spécifiquement abordés.
Les 26 et 27 février 1917 à Calais, après le départ des responsables des chemins de fer. Lloyd George demande à Nivelle de donner les règles régissant les nouvelles relations entre les armées britannique et française. Nivelle peut exercer le commandement opérationnel (y compris le contrôle de la logistique et de la nourriture) des forces britanniques, Haig ne conservant que le contrôle de la discipline (qui ne peut légalement être placée dans des mains étrangères), il lui est interdit de prendre directement contact avec Londres. Selon cette nouvelle organisation, les unités de Haig pourraient être dispersées selon la volonté du commandement français, comme les régiments sénégalais, comme les Marocains, comme la Légion étrangère.
Ces règles sont apportées à Robertson. Immédiatement en compagnie de Haig, ils rencontrent Lloyd George pour lui indiquer que l'accord ne pouvait concerner les troupes fédérales. Lloyd George leur rappelle avoir l'autorité du Cabinet de guerre et même si les demandes de Nivelle sont excessives, un accord devra être signé le lendemain à 8h du matin. Le lendemain matin, Nivelle affirme ne pas avoir établi les règles lui-même et s'étonne que les généraux britanniques ne l'aient pas encore accepté. Robertson est hors de lui, il refuse de laisser « la merveilleuse armée » sous les ordres d'un Français ; jurant qu'il ne saurait jamais voir son fils servir sous les ordres un Français et que personne ne pouvait lui ordonner de le faire. Hankey élabore un compromis plutôt que de voir Haig et Robertson démissionner : Haig reste sous les ordres de Nivelle, mais il garde le contrôle tactique des forces britanniques et le pouvoir de faire appel devant le Cabinet de guerre. Plusieurs jours après Robertson le 3 mars 1917 regrette encore l'accord.

#### L'accord s'étiole
Robertson écrit à Haig le 28 février 1917 que Lloyd George est un horrible menteur en affirmant que les Français sont à l'origine du projet. Le premier ministre a en effet rencontré le major Berthier de Sauvigny le 15 février 1917, un officier de liaison français à Londres, lui disant que Haig devait être subordonné à l'offensive Nivelle et que, si nécessaire, il serait remplacé. Le 3 mars 1917, Haig se plaint de la dispersion du BEF avec l'augmentation de la ligne de front sous sa responsabilité. Il indique que les forces allemandes ont augmenté de 300 bataillons liés à une mobilisation plus efficace et que le retrait allemand sur la ligne Hindenburg a permis de libérer 15 à 20 divisions supplémentaires soit 135 à 180 bataillons. Il craint que cette force soit utilisée pour prendre les ports de la Manche. Les Français considèrent que Haig a inventé cette menace pour éviter de coopérer avec eux.
Robertson, malade, écrit à Haig le 3 mars 1917 qu'il n'a pas confiance en Nivelle. Il continue à faire pression sur le Cabinet de guerre sur la folie de faire passer l'armée britannique sous contrôle français. Il valide la demande de Haig de contrôler les réserves britanniques et présente au Conseil de Guerre les rapports de renseignement indiquant des mouvements de troupes allemandes dans l'Est de la Belgique. Le Cabinet de guerre se retourne contre Lloyd George, ce dernier est également réprimandé par le roi. Robertson présente également une note indiquant que l'accord de Calais ne doit pas être considéré comme un arrangement permanent. Le roi et Esher exhortent Haig et Robertson de parvenir à un accord avec le gouvernement.
Lors de la conférence de Londres des 12 et 13 mars 1917, Lloyd George exprime le plein soutien du gouvernement pour Haig et souligné que le BEF ne doit pas être « confondu avec l'armée française ». Les rencontres bilatérales entre Haig et Nivelle d'une part et Robertson et Lyautey d'autre part permettent de régler leurs différends. Finalement un retour aux conditions avant l'accord de Calais est acté : les forces britanniques restent des alliés plutôt que des subordonnés des Français, mais Haig doit aider les Français autant que possible.

#### Offensive Nivelle
Robertson considère que la chute du tsar ne va pas stimuler l'effort de guerre de la Russie. Il recommande que la Grande-Bretagne maintienne la pression sur l'Allemagne en attaquant sur le front occidental. Il pense que les États-Unis, qui ont déclaré la guerre à l'Allemagne, feront peu pour aider à gagner la guerre. Même si le président Wilson envoyait des troupes en Europe, ce qui est loin d'être certain, il faudrait attendre l'été 1918 pour les troupes américaines atteignent 250 000 combattants.
Robertson fait un rapport à l'état-major général le 28 mars 1917 soulignant la précarité de la position des Alliés, il recommande de détacher les alliés de l'Allemagne par des moyens diplomatiques, il décide de ne pas distribuer ce rapport aux civils. Grâce à la nouvelle politique de conscription, l'Allemagne récupère 1,7 million d'hommes supplémentaires pour le service militaire, l'armée allemande voit ainsi son effectif augmenté de 1,25 million de soldats soit 89 divisions.
Au lendemain du début de la bataille du Chemin des Dames, Robertson indique dans un autre document le 17 avril 1917 que Nivelle risque d'être limogé en cas d'échec de son offensive. Il demande également la fin de l'accord de Calais. Robertson reçoit la Croix de guerre française le 21 avril 1917, il est nommé Chevalier Grand-Croix de l'Ordre des Saints-Maurice-et-Lazare le 26 mai 1917.

#### Autres fronts, printemps 1917
Lorsque Lloyd George devient premier ministre, il veut faire de la destruction de l'Empire ottoman un objectif de guerre majeur. Deux jours après sa prise de fonction il indique à Robertson qu'il souhaite la prise de Jérusalem, pour impressionner l'opinion publique britannique. Robertson temporise, trop de divisions britanniques ont été déplacées vers le front de l'Ouest pour permettre à Haig de prendre en charge un front plus important en France. Il dit à Murray le 31 janvier 1917, de lancer une offensive en Palestine, pour soutenir le moral du public, en automne ou en hiver 1917, si la guerre se poursuivait jusque-là.
En janvier 1917 une note probablement rédigée par MacDonogh (en), indique qu'en cas d'une paix de compromis avec l'Allemagne cette dernière contrôlerait les Balkans et que la Grande-Bretagne devait protéger son empire en s'emparant d'Alep, rendant la position de l'Empire Ottoman intenable en Palestine et en Mésopotamie. Cette note précise que la prise d'Alep est envisageable à partir de l'Égypte si Murray dispose de 9 à 10 divisions d'infanterie et que les Turcs auront des problèmes de logistique pour amener les 100 000 hommes pour la défendre. Ce document est beaucoup plus optimiste que les notes ultérieures de Robertson, mais à cette période la Russie est en guerre et bloque de nombreuses troupes turques. Lors de la consultation, l'Amirauté était moins enthousiaste à l'idée  que la Royal Navy participe à des débarquements amphibies en Palestine. Robertson a évité de produire des rapports écrits sur les discussions concernant la Turquie privilégiant les rapports informels verbaux. Il est cependant convenu d'augmenter les troupes de Murray à 6 divisions d'infanterie et 2 divisions montées en automne ainsi que par les groupes de chameliers impériaux et les forces de cavalerie indienne stationnée en France.
Le 11 mars 1917, Maude et ses troupes prennent Bagdad. Les Turcs sont chassés de Perse, les Arabes les chassent de Médine. Murray tente une attaque sur Gaza le 26 mars 1917. Robertson demande au conseil de guerre de renouveler l'offensive sur Gaza. Malheureusement les premiers résultats de la première attaque sont trop optimistes, la seconde attaque échoue également les 17 et 19 avril 1917. Cet échec coïncide avec l'échec de l'offensive du Chemin des Dames, avec une agitation des troupes russes après la révolution de février et avec un durcissement de la guerre sous-marine. Devant ces nouveaux éléments, Robertson ajourne les offensives prévues au Moyen-Orient.

### CIGS: été 1917

#### Le front des Flandres
Quand Robertson était chef d'état-major du BEF il avait demandé, le 15 mars 1915 à Maurice, futur directeur des opérations militaires au quartier général, de préparer une étude d'une offensive sur Ypres. L'étude met en avant les difficultés liées au terrain pour la capture d'Ostende et de Zeebruges, de plus un succès n'améliorerait pas la situation militaire des Alliés dans le théâtre occidental, sauf dans le cas improbable d'un retrait général allemand. Sur le plan logistique la ligne défensive serait plus longue et les troupes britanniques seraient dos à la mer en cas de contre-attaques allemandes. Robertson a donc exclu d'attaquer dans cette zone.
En 1917, Robertson a confiance dans l'artillerie britannique et pense pouvoir combattre les Allemands en leur infligeant de lourdes pertes par l'artillerie. Il écrit à Haig le 20 avril 1917 pour le mettre en garde contre la volonté de repousser l'adversaire à tout prix sans se préoccuper des pertes et de ne pas répéter l'erreur de Nivelle d'essayer de percer le front ennemi. Robertson préconise plutôt d'infliger un maximum de pertes aux Allemands. Cette lettre n'a que peu d'effet, Haig confie à Gough, un officier de cavalerie, la direction de l'offensive d'Ypres appelé plus tard bataille de Passchendaele.

#### Les suites de l'offensive Nivelle
Le 1er mai 1917, alors que la bataille du Chemin des Dames touche à sa fin, Lloyd George participe au sommet de Paris où il demande aux Français de continuer l'offensive. Il indique aux généraux britanniques que le Royaume-Uni doit attaquer et que le choix du champ de bataille leur revient. Le choix d'Ypres devient de plus en plus clair, cette offensive pourrait limiter les actions des sous-marins positionnés à Zeebruges. Robertson comme Smuts, Milner et Curzon considèrent que la Russie étant incapable de tenir ses engagements militaires, l'Angleterre doit attaquer à l'Ouest de peur que la France ou l'Italie soit tentée par une paix séparée.
Pétain devenu commandant en chef des Armées françaises le 15 mai 1917 s'engage à réaliser des offensives à objectifs limités. Esher avertit le Cabinet de guerre que le gouvernement français ne pourra pas honorer les engagements pris à Paris. Robertson met en garde Haig que le gouvernement britannique n'acceptera pas de lourdes pertes si la Grande-Bretagne doit attaquer sans le soutien des réserves françaises. Foch, nouveau chef d'état-major, recommande à Robertson lors d'une réunion le 7 juin 1917 de ne réaliser que des attaques limitées (Foch est un opposant de l'offensive planifiée dans les Flandres) jusqu'à l'arrivée des troupes américaines. Ils discutent également de la possibilité d'attaques contre l'Autriche-Hongrie pour l'encourager à faire une paix séparée.
Robertson et Haig se rencontrent le 9 juin 1917 après la victoire de Messines. Robertson indique à Haig que le gouvernement oriente la main-d'œuvre vers la construction navale, les équipages des navires et vers l'agriculture plutôt que vers de l'armée. Il craint que l'offensive prolongée laisse la Grande-Bretagne sans armée d'ici l'automne, il suggère donc de privilégier des attaques contre l'Autriche-Hongrie. Haig est consterné, il montre à Robertson une note du 12 juin 1917 sur la situation actuelle et les plans d'avenir, dans lequel il est affirmé que les Anglais ont de bonnes chances de victoire sur la côte belge si les Allemands ne parviennent pas à transférer des renforts du front de l'Est et que la victoire à Ypres peut conduire à l'effondrement allemand. Robertson indique à Haig qu'il est en désaccord avec l'annexe statistique de Charteris, montrant la main-d'œuvre allemande proche du point de rupture, il refuse de le montrer au Cabinet de guerre.

#### Lutte au Cabinet de guerre
Le consensus politique de mai 1917 du Cabinet de guerre se grippe. Lloyd George indique au Cabinet de guerre du 8 juin 1917, qu'il n'est pas satisfait des conseils militaires. Il met en place un Comité de la politique de guerre (composé de lui-même, de Curzon, de Milner et de Smuts), ce comité tient 16 réunions au cours des six suivantes semaines.
Robertson continue à s'opposer à l'envoi de 300 canons lourds et 12 divisions d'infanterie britannique en Italie. Il considère que les Allemands peuvent transférer des forces en Italie facilement, qu'un renforcement en Italie en vue d'une attaque sur Trieste peut laisser les forces alliées vulnérables sur le front de l'Ouest, et surtout que Cadorna et son armée ne sont pas à la hauteur, il est possible qu'ils demandent une paix séparée s'ils réussissent à capturer Trieste. Robertson annonce à Haig le 13 juin 1917 que tant qu'il sera CIGS les canons n'iront jamais en Italie. Il demande à Haig de ne pas promettre, à sa prochaine visite à Londres, une victoire finale en 1917 mais simplement que le plan d'attaque en Flandres soutenu par Robertson est le meilleur plan possible afin que les politiciens n'osent pas renverser les deux hommes.
Haig indique au Comité politique de guerre qu'il n'a pas l'intention de réaliser une offensive impliquant de lourdes pertes le 20 juin 1917, alors que Robertson souhaite éviter les pertes disproportionnées le 23 juin 1917. Sentant que Robertson est de plus en plus contesté comme CIGS, Haig s'implique dans des intrigues politiques pour tenter de le placer comme Premier Lord de l'Amirauté à la place de Jellicoe. Les politiciens sont sensibles au soutien à apporter la France et au succès initial de l'offensive Kerenski, finalement ils acceptent le projet d'une attaque dans les Flandres validé par le Cabinet de guerre le 18 juillet 1917 sous conditions de ne pas répéter les successions de combats inutiles de la bataille de la Somme.
Le Cabinet de guerre va suivre les progrès réalisés et les pertes et si nécessaire y mettre le holà. Au cours d'un dîner Haig reproche à Robertson son manque de pugnacité pour éviter l'ingérence des politiques et Robertson lui rétorque qu'une fois un plan approuvé il le soutient sans réserve. Le 24 juillet 1917, Robertson rencontre Cadorna et Foch avant une conférence interalliée à Paris. Ils conviennent que les offensives simultanées actuelles doivent avoir la priorité sur des renforts alliés pour l'Italie, même si l'offensive Kerenski échoue lamentablement et que l'Allemagne va redéployer des divisions d'infanterie sur le front de l'ouest.

#### Moyen-Orient: nouveau commandant
Le 12 mai 1917 Curzon et Hankey le 20 mai 1917 continuent d'insister pour que la Grande-Bretagne s'empare de terres au Moyen-Orient. Lloyd George remplace Murray par Allenby, et donne comme objectif Jérusalem avant Noël et sans limitation de renforts. Robertson avertit cependant Allenby qu'il doit tenir compte des besoins de renforts des autres fronts pour la préparation hommes et d'expédition. La mission exacte d'Allenby est mal définie quand il est nommé à la tête des troupes en Égypte.
Allenby arrive en Égypte le 27 juin 1917. Robertson ignore les rapports de renseignements annonçant l'envoi de 160 000 hommes sur ce théâtre par l'Allemagne. Il souhaite qu'Allenby reste actif afin d'empêcher les Turcs de concentrer les forces en Mésopotamie. Allenby doit donc attaquer les Turcs dans le sud de la Palestine.

### CIGS: bataille de Passchendaele

#### Le début de la bataille
La troisième bataille d'Ypres ou bataille de Passchendaele commence le 31 juillet 1917. Haig affirme les premiers jours que les pertes allemandes sont le double des pertes britanniques. Robertson demande à Kiggell le 2 août 1917 de donner plus d'information sur le déroulement de la bataille aux ministres.
Lors de la conférence interalliée de Londres du 6 au 8 août 1917, Lloyd George préconise la création d'un état-major des troupes alliées. Robertson soutenu par Foch affirme qu'il n'est pas possible d'envoyer des armes lourdes en Italie pour une offensive en septembre. Robertson écrit à Haig le 9 août 1917 que Lloyd George a tenté de monter sans succès Foch contre Robertson comme il l'avait fait au printemps entre Haig et Nivelle.
Très rapidement devant la pluie anormalement abondante en cet été 1917, l'offensive s'enlise. le 14 août 1917, Riddell (en) (directeur général de News of the World) rapporte des propos de French indiquant que Robertson est « désireux de contrôler la totalité de la puissance militaire, qu'il est un organisateur capable, mais pas un grand soldat et qu'actuellement nous souffrons d'un manque de génie militaire ». Lloyd George suggère alors que tous les plans de Robertson soit soumis à un comité militaire formé de French, Wilson et un autre militaire. Wilson pense cependant que cette idée est ridicule et inapplicable.
La onzième bataille de l'Isonzo commence le 18 août 1917, le 26 août 1917, l'ambassadeur britannique à Rome indique que l'armée austro-hongroise pourrait être complètement écrasée. Robertson indique qu'envoyer des renforts en Italie est une erreur stratégique majeure. Il est convoqué à la maison de George Riddell dans le Sussex. À la suite de cette rencontre, il décide d'envoyer un message promettant des renforts à Cadorna mais seulement en cas de victoire décisive. Finalement les Alliés franco-anglais accepte au début de septembre d'envoyer 100 canons lourds pour l'Italie, 50 d'entre eux provenant de l'armée française située à la gauche des troupes de Haig, plutôt que les 300 voulus pas Lloyd George. Robertson exprime son inquiétude le 15 septembre 1917 que le pilonnage nécessaire pour briser les défenses allemandes à Ypres soit moins efficace. Dès l'arrivée des canons en Italie, Cadorna annule toutes les offensives le 21 septembre 1917.

#### Vers l'arrêt de la bataille de Passchendaele
Robertson est contre la proposition de Lloyd George de débarquer des troupes anglo-françaises à Alexandrette en indiquant que les pertes seraient trop importantes. Il indique au Comité de Politique de guerre le 24 septembre 1917 qu'il considère qu'Allenby a assez de ressources pour prendre Jérusalem en soulignant les difficultés logistiques d'une progression de 644 km vers Alep.
Bonar Law devine à partir d'une conversation avec Robertson que la bataille de Passchendaele n'aura pas les résultats escomptés. Il indique à Lloyd George que les ministres devront bientôt décider de l'arrêt ou non de l'offensive. Lloyd George se rend à Boulogne le 25 septembre 1917 où il aborde avec Painlevé la mise en place d'un Conseil suprême des forces alliées guerre et d'attribuer à Foch la fonction de généralissime. Le 26 septembre 1917, Lloyd George et Robertson rencontrent Haig pour discuter des dernières propositions de paix allemandes. L'une d'entre elles est l'abandon de ses colonies, de la Belgique, de la Serbie et de l'Alsace-Lorraine contre la conservation de la Pologne et des États baltes. Les ministres sont réticents à accepter, mais craignent que la Grande-Bretagne ne puisse vaincre l'Allemagne sans aide. Les propositions de paix allemandes sont publiquement désavouées par le chancelier Michaelis. Robertson exhorte des efforts diplomatiques pour encourager de faire la paix avec la Bulgarie et la Turquie, bien que l'effondrement de la Russie rende cette hypothèse moins probable.
Haig souhaite poursuivre l'offensive, encouragé par les attaques réussies par temps sec de Plumer sur la route de Menin 20 septembre 1917 et du bois du Polygone le 26 septembre 1917, il affirme que les Allemands sont très fatigués. Robertson parle aux commandants des 5e et 2e armées, mais il décline l'offre de Haig de le faire en son absence. Robertson a regretté de ne pas l'avoir fait, même s'il est conscient de la sensation de malaise présente lors de ces réunions, comme l'avait fait Painlevé avec les subordonnés de Nivelle.
Robertson refuse de donner une date pour arrêter la bataille de Passchendaele lui coûtant le soutien de Smuts et Milner. À la fin de l'année, le Comité du Cabinet sur la main-d'œuvre est informé d'une augmentation alarmante de l'ivrognerie, des désertions et des troubles psychologiques au BEF et des rapports de soldats en permission se plaignant des gaspillages de la vie des soldats à Ypres. Haig lui-même indique le 15 décembre 1917 que beaucoup des divisions sont épuisées et affaiblies, justifiant son opposition à l'allongement de la ligne de front du BEF.

#### Besoin de renforts au Moyen-Orient
Lors du Comité de Politique de guerre du 3 octobre 1917 en absence de Robertson, Lloyd George demande plus d'efforts pour avancer la ligne de front en Syrie pour frapper la Turquie pour l'obliger à proposer une paix séparée. Les ministres décident de redéployer 2 divisions stationnées en France vers la Palestine. Robertson irrite le Premier ministre, le 5 octobre 1917 en s'opposant à cette décision et en soutenant que ces soldats sont nécessaires en France. Il demande à Allenby d'exposer ses besoins de renforts pour faire progresser la ligne de front de Gaza-Beersheba (48 km de large) à Jaffa-Jérusalem (80 km de large), l'exhortant à ne prendre aucun risque dans l'estimation de la menace d'un renfort allemand (bien que ni Allenby, ni Robertson ne pensent qu'il y ait beaucoup de chance pour que cela se produise). Robertson demande à Maude de donner une estimation au plus juste de ses besoins en Mésopotamie.
Robertson, sans attendre la réponse d'Allenby, affirme au Cabinet de guerre le 9 octobre 1917 que 5 divisions du front français devraient être redéployées pour atteindre la ligne de Jaffa - Jérusalem et qu'Allenby doit faire face à 16 divisions turques 120 000 hommes. Le même jour, les propres estimations d'Allenby arrivent, indiquant un besoin de 13 divisions supplémentaires (une demande impossible, même si les forces de Haig sont sur la défensive) et qu'il pourrait être opposé à 18 divisions turcs et 2 allemandes. Pourtant, dans des lettres privées Allenby et Robertson ont indiqué que les soldats de l'empire britannique sont en nombre suffisant pour prendre et tenir Jérusalem. Les politiciens sont irrités de voir les estimations exagérées des militaires au moment où l'état-major général rechigne à libérer des renforts des Flandres.
Dans une note du 8 octobre 1917, Haig affirme que depuis le 1er avril 1917 135 des 147 divisions allemandes sur le front occidental ont été chassées de leurs positions ou retirées après subir des pertes, plusieurs d'entre elles deux ou trois fois. Il soutient que les Alliés peuvent battre l'Allemagne en 1918, même si la Russie fait la paix. Le Cabinet de guerre reste sceptique. Robertson trouve le mémo Haig « splendide » et avertit que le moral de l'armée allemande semble encore bon, il indique également à Haig de le laisser faire son travail dans sa lutte contre Lloyd George.
Le 9 octobre 1917, Robertson déconseille la mise en place d'un Conseil suprême de guerre prôné par le Premier ministre, rappelant le fiasco de Nivelle et l'annulation de l'offensive promise en Italie à la suite de l'envoi de canons lourds, il considère que la Grande-Bretagne peut et doit dominer les opérations en 1918 en raison de la force de son armée et de sa stabilité politique.

#### Les politiciens changent de conseillers
Le Cabinet de guerre, le 11 octobre 1917, invite Wilson et French à lui soumettre un avis écrit formel, une flagrante atteinte de la position de Robertson. La veille, Lloyd George dinent avec Wilson et French, il considère que Robertson a « peur de Haig, et que les deux sont têtus, stupides et peu visionnaires ». Wilson et French recommandent de ne pas tenter d'offensive majeur avant 1919. Derby rappelle cependant aux trois hommes que Robertson est encore leur conseiller constitutionnel. Haig de son côté est trop occupé pour entrer en confrontation avec Lloyd George, il conseille à Robertson de ne pas démissionner jusqu'à ce qu'un de ses conseils soit effectivement rejeté.
Lloyd George convainc le Cabinet de guerre et les Français de former le Conseil suprême de guerre. Le 20 octobre 1917, Hankey soupçonne que le plan d'un état-major interallié des généraux à Paris est le seul élément suffisant pour pousser à la démission Robertson. Wilson est nommé représentant militaire permanent de la Colombie britannique après que le poste a été offert à Robertson (signifiant alors l'abandon de son poste de CIGS). Robertson a prétendu plus tard dans ses mémoires qu'il a soutenu le Conseil suprême de guerre en tant qu'organe politique, mais pas que les conseillers militaires fournissent des conseils distincts des états-majors généraux nationaux.

### CIGS: 1917-1918

#### Rapallo et Paris
Le 24 octobre 1917, la bataille de Caporetto débute. Robertson écrit plus tard à James Edward Edmonds (en) en 1932 que même s'il avait permis l'envoi au minimum de divisions en Italie, ces renforts n'auraient pas entraîné de modification stratégiques sur le front italien que les divisions ont permis de renouveler les attaques britanniques dans les Flandres.
Robertson se rend en Italie pour superviser le déploiement des divisions britanniques. Il participe ensuite avec Lloyd George, Wilson et Hankey à la Conférence de Rapallo des 6 et 7 novembre pour officialiser la mise en place le Conseil suprême de guerre (CSG). Robertson apprend par Hankey que Lloyd George a le soutien du Cabinet de guerre. Dans ses mémoires, Lloyd George écrit que Robertson a boudé et a eu une attitude négative lors de la conférence.
Les rapports conflictuels entre Lloyd George et Robertson ont toujours été exposés à la presse (principalement le Morning Post comme soutien de Robertson), comme pour le discours de Lloyd George à Paris le 12 novembre 1917, dans lequel il déclare que « quand il a vu l'épouvantable liste des victimes, il n'était pas nécessaire de gagner autant de «victoires» ». À la différence de l'affaire Nivelle, les différences de Lloyd George avec les généraux sont diffusés en public pour la première fois. Le Daily News, Star and Globe attaquent la position de Lloyd George.
Robertson rapporte au Cabinet de guerre le 14 novembre 1917 que la situation de l'Italie est similaire à celle de la Russie en 1915 et qu'elle ne pourra pas récupérer. Dans son article « L'avenir de la politique militaire » le 19 novembre 1917, Robertson est impressionné par la reprise en main de l'armée française par Pétain, mais il considère que le manque de réserves françaises ne permettra pas de grandes offensives françaises en 1918. Il rejette une posture purement défensive sur le front de l'ouest, car même la défense entraînerait de lourdes pertes. Robertson est sceptique sur la proposition d'Haig de renouveler l'offensive d'Ypres au printemps 1918. Il fait valoir que la Grande-Bretagne doit construire sa force sur le front occidental, puis de décider de l'ampleur de ses offensives de 1918. Il met en garde contre une attaque des Allemands de fait de l'arrêt des combats sur le front de l'est avant l'arrivée en nombre des Américains. Lloyd George lui répond que les Allemands ne pourront pas attaquer.
Au milieu de la conversation, Austen Chamberlain annonce le retrait de l'appui du gouvernement à Lloyd George, Robertson en informe le chef de l'opposition Asquith. Toutefois, Lloyd George survit au débat à la Chambre des communes sur Rapallo le 19 novembre 1917 en faisant l'éloge des généraux et affirmant que le but du Conseil supérieur de la guerre est uniquement la coordination politique entre alliés.

#### CSG et réserve inter-alliée
Derby obtient du premier ministre d'accepter que Robertson accompagne Wilson (le représentant militaire de la Colombie britannique) à toutes les réunions du Conseil suprême de guerre et que Lloyd George ne fasse aucune proposition sans la validation de Robertson et du Conseil de guerre. Il renie ensuite cette promesse, disant à Derby le 26 novembre 1917 que Robertson pourra commenter les décisions lors de la réunion mais que les décisions devront être ratifiées par le Cabinet de guerre. Lloyd George restaure la liberté d'action de Wilson en lui demandant de lui envoyer directement ses rapports.
Hankey écrit le 26 novembre 1917 que seule la Grande-Bretagne, les États-Unis et l'Allemagne sont susceptibles de durer jusqu'en 1919 et que « dans l'ensemble, l'équilibre des avantages est de côté des alliés, pourvu que nous ne nous épuisions pas prématurément ».
Au moment de la première réunion du CSG à Versailles le 1er décembre 1917 arrivent les premiers succès d'Allenby, qui aboutissent à la chute de Jérusalem le 9 décembre 1917. Ces succès démontrent le potentiel d'attaques au Moyen-Orient, par rapport aux résultats improductifs de l'offensive d'Haig à Ypres, suivi par la bataille de Cambrai en novembre. La Russie finit par s'effondrer avec la signature de l'armistice de Brest-Litovsk le 16 décembre 1917. De plus à cette date seule une poignée de divisions américaines sont disponibles dans l'ouest.
Après la chute de Jérusalem, Derby menace de démissionner si Lloyd George limoge Robertson, mais le Cabinet de guerre les 11 et 12 décembre 1917 énonce dans un procès-verbal son mécontentement sur les informations données par Robertson sur la Palestine. Maurice affirme que les renseignements sur la Syrie sont trop évasifs pour être utiles. Robertson affirme que la vitesse d'avance Allenby, avec peu de troupes, a pris tout le monde par surprise.
Après la chute de Jérusalem, Allenby irrite Robertson en indiquant qu'il peut conquérir le reste de la Palestine avec sa force actuelle de 6 à 8 divisions, mais qu'il a besoin de 16 à 18 divisions pour atteindre Alep afin de couper les communications turques en Mésopotamie. Dans une note du 26 décembre 1917, Robertson affirme que la conquête du reste de la Palestine peut entraîner 57 000 pertes supplémentaires et 20 000 malades. Amery le 30 décembre 1917 pense que ce document est étonnant que de tels arguments auraient pu être produits contre toute campagne majeure lors de cette guerre. Lloyd George et Amery décident à la mi-janvier d'envoyer des représentants permanents militaires à Versailles pour discuter de la Palestine, ils considèrent que la force turque représente au plus 250 000 hommes, alors que l'état-major britannique l'estime à 425 000 hommes, dont environ la moitié sont des combattants.
Robertson essaie de contrôler le lieutenant-général Sir William Marshall Raine (le remplaçant de Maude commandant en chef en Mésopotamie) en choisissant son personnel. Smuts est envoyé en Égypte et s'entretient avec Allenby et Marshall pour préparer des efforts importants sur ce théâtre d'opération. Avant son départ, rendu méfiant par les données chiffrées de Robertson, Smuts exhorte le retrait de Robertson. Allenby dit à Smuts avoir reçu des instructions privées de Robertson (apportée par Walter Kirke, nommé par Robertson comme conseiller de Smuts) pour proposer des plans sans progression des troupes. Allenby et Smuts élaborent de nouveaux plans pour une avancée en Palestine.
Wilson veut réduire la position de Robertson « de maître à celle de serviteur ». Robertson est opposé à la note no 12 de Wilson pour le CSG, prévoyant qu'aucune des parties ne pourra remporter une victoire décisive sur le front occidental en 1918, et que les résultats décisifs pourront être réalisés contre la Turquie. La formation d'une réserve générale est discutée, lors de la deuxième session du CSG du 30 janvier 1918 au 2 février 1918. Au cours de cette session, Robertson s'associe à Clemenceau pour s'opposer à Lloyd George sur les attaques contre la Turquie. Bien que Robertson se soit excusé, le Premier ministre est en colère et indique à Wilson qu'il se débarrassera de Robertson. La demande de Robertson de faire partie du Conseil exécutif destiné à contrôler le projet de Réserve Générale alliée est rejetée.
Robertson appelle le Conseil exécutif guerre le « Versailles soviétique ». Il affirme au conseiller du roi Stamfordham que la présence de deux CIGS conduirait à la « destruction de la confiance parmi les troupes ». Il informe Gwynne que « l'armée britannique est placée aux mains de gens irresponsables - et certains d'entre eux, étrangers ».

#### La chute
Malgré son opposition, Robertson est contraint d'accepter en février 1918 que le représentant britannique au Conseil supérieur de guerre soit un CIGS adjoint et membre du Conseil de l'armée (lui permettant ainsi de donner des ordres au BEF). Lloyd George propose à Robertson de rester CIGS à Londres avec des pouvoirs réduits (qui relève du secrétaire d'État à la guerre plutôt que directement du Cabinet de guerre) ou d'accepter une rétrogradation au poste de Versailles. Robertson considère qu'il doit être à la fois CIGS et le délégué à Versailles ou bien que le représentant de Versailles doit être clairement subordonné au CIGS. Il évoque une chute du gouvernement, Lloyd George propose alors le poste de CIGS à Plumer, ce dernier refuse.
Haig est convoqué à Londres pour être consulté. Il est conduit au 10 Downing Street, Derby lui indique le 9 février 1918 que Robertson devenait de plus en plus difficile à gérer et perdait désormais rapidement son sang-froid. Haig, dont les relations avec Robertson n'ont cessé de se détériorer depuis la conférence de Boulogne en septembre 1917, rencontre Robertson le 11 février 1918, il lui recommande de faire son devoir en allant à Versailles ou ailleurs, le gouvernement l'exigeant. Haig conseille au roi d'insister pour que Robertson aille à Versailles.
Le roi pense que la révocation de Robertson serait « une catastrophe nationale », mais se résout à l'accepter quand on lui répète des propos de Lloyd George. Ce dernier affirme à Stamfordham qu« 'il ne partage pas l'opinion très favorable du Roi sur Robertson », indiquant également que Robertson « n'a jamais combattu sur le front, n'a presque jamais visité les tranchées et que le gouvernement démissionnerait si le roi tentait de bloquer le retrait de Robertson ». Curzon et Balfour soutiennent la position de Robertson selon laquelle le délégué à Versailles doit rendre compte au CIGS. Malheureusement Robertson perd le soutien de Balfour lors d'une réunion du Cabinet le 14 février 1918 où il montre son dégoût de Wilson. Robertson dit à Stamfordham qu'il accepterait le poste de délégué à Versailles si Plumer devenait CIGS, mais certainement pas sous les ordres de Wilson. Lloyd George suggère de donner à Robertson le commandement d'une armée en France, mais Haig déclare qu'il est tout à fait inapte au commandement opérationnel de troupes.
Robertson remercie dans ces notes Maurice, MacDonogh et Whigham. Wilson et Robertson ont une très brève réunion de passation de pouvoir au ministère de la Guerre, au cours de laquelle Robertson (selon Wilson) est grincheux et ne parle pas.

#### L'après CIGS
Robertson devient officier général commandant en chef du Commandement de l'Est en février 1918. Après le début de l'offensive allemande Michael, Lloyd George subit une violente campagne de presse les 8 et 9 avril 1918. Le Morning Post et le Daily News soulignent que l'offensive a lieu juste après la révocation de Robertson et le Star réclame la nomination de Robertson comme Secrétaire d'État à la Guerre. Le Star critique l'action du CSG à Versailles qui a augmenté la ligne de front de la 5e armée. Le Globe et le Morning Post appellent au retour de Robertson comme CIGS. Lloyd George est prêt à accepter la suggestion de Haig proposant que Robertson soit nommé vice-commandant en chef du corps expéditionnaire britannique, mais Robertson écrit à Haig le 19 avril 1918 qu'il veut être CIGS ou rien. Repington dans le Morning Post du 20 et 22 avril 1918 demande la démission de Lloyd George comme premier ministre. Maurice fait paraitre le 7 mai 1918 une lettre dans plusieurs journaux, une violation flagrante du Règlement du roi, prétendant que Lloyd George a limité l'envoi de soldats au BEF. Maurice nie le complot militaire visant à renverser le gouvernement civil, en affirmant que sa lettre n'a été vue par aucun soldat. En réalité Robertson est au courant de cette lettre et encourage sa publication.
Lloyd George prétend dans ses mémoires que Robertson devait renverser le gouvernement et devenir un dictateur militaire comme Hindenburg. Cependant, il n'existe aucune preuve de cette hypothèse. De son côté, Robertson pensait que Lloyd George survivrait à la crise, il espérait peut-être être rétabli comme CIGS.
Le 8 mai 1918, Hankey note l'existence de rumeurs, relayées par Lloyd George, indiquant que Robertson complote avec Asquith, Trenchard (récemment démis de son poste chef d'état-major de l'air), Repington, Gwynne, Maurice et Jellicoe (récemment limogé de son poste de premier Lord de l'Amirauté), d'autres rumeurs précisent que Robertson refuse de s'associer ouvertement à la lettre de Maurice. Le 9 mai 1918, Lloyd George arrive à se maintenir à son poste après un débat parlementaire sur la lettre de Maurice.
Robertson est promu officier général commandant en chef des Forces de l'intérieur en juin 1918. De son côté, Haig met en place une relation apaisée avec Wilson, ils se tutoient, chose impossible avec Robertson.

### Après guerre
Robertson devient commandant en chef de l'armée britannique du Rhin en avril 1919. Il est nommé GCMG lors de l'anniversaire du roi en juin 1919. Il est remercié par le Parlement, on lui accorde 10,000 £, il devient baronnet de Beaconsfield, dans le comté de Buckingham, le 29 décembre 1919. Après la guerre, il reçoit la Croix de Guerre belge, la Grand-Croix de l'Ordre serbe de l'Aigle Blanc (avec des Épées) et la Médaille du service distingué américaine. Il est également nommé à l'Ordre chinoise de Chia-Ho (1re classe), à l'Ordre russe de Alexandre Nevski et reçoit la Grand-Croix de l'Ordre de la Couronne d'Italie et le Grand Cordon de l'Ordre du Soleil Levant du Japon.
La réduction des effectifs de l'armée du Rhin signifie que le commandement est donné à un lieutenant-général. En juillet 1919, Churchill propose à Robertson le commandement des troupes en Irlande, un dernier poste pour les généraux approchant de la retraite. Bien que le niveau de violence en Irlande en 1919 ne soit pas aussi élevé qu'il sera en 1920-1921, Robertson n'a pas la subtilité nécessaire pour l'emploi. En octobre, le CIGS Wilson avertit Churchill que l'introduction prévue du Home Rule irlandais à l'automne provoquera des troubles, il lui demande de consulter le premier ministre pour valider la nomination de Robertson, sachant que Lloyd George le déteste. Lloyd George propose le poste de commandant en chef, en Inde, pour Robertson mais ce poste est attribué à Rawlinson. Pour le poste irlandais, Lloyd George préfère Macready qui possède l'expérience du maintien de la paix lors de ses fonctions précédentes en Galles du Sud et à Belfast, il a servi comme commissaire de la police métropolitaine de Londres. Finalement Robertson est promu Field Marshal « comme un lot de consolation » le 29 mars 1920, faisant de lui le premier homme à s'élever dans l'armée britannique du rang de soldat au rang le plus haut. Wilson se désole de cette promotion.
Lors de son retour au Royaume-Uni, Robertson ne reçoit aucune cérémonie officielle de bienvenue à la gare Victoria. Depuis le 9 mars 1916, il est colonel des 2e Dragons (royal Scots Greys), il devient le colonel de la Garde des 3e et 6e Dragoon le 31 décembre 1925. Il est nommé colonel des royal Horse Guards en 1928. Durant sa retraite, il est président des fiduciaires des brasseurs, administrateur de la Société des Colorants britanniques et le président de la Légion britannique. il est avancé GCVO en 1931.
Les hobbies de Robertson sont la pêche, le tir et le golf. Il meurt d'un infarctus le 12 février 1933 à l'âge de 73 ans. En son honneur sont nommés le Mount Robertson (en) dans les Rocheuses canadiennes et la Sir William Robertson High School (en) dans son village natal à Welbourn.

## Personnalité
Robertson est un homme avec un physique imposant et une forte présence. Le Roi l'admire pour son ascension sociale. Il a une mémoire prodigieuse et parle de manière brusque avec ses subordonnés ou même avec ses supérieurs.
Churchill écrit plus tard que Robertson « est une personnalité militaire remarquable. Mais sa vision en tant que stratège n'est pas profonde… ». Hankey indique que « Robertson savait ce qu'il voulait et il a suivi presque toujours son propre chemin ». En octobre 1918, Foch dit à Derby que Robertson est « un homme avec un plus grand sens du détail stratégique que Wilson, mais limité pour garder le Cabinet britannique hors des opérations militaires ». Foch a auparavant déclaré à Spears que « Robertson construit petit, mais il construit solide ».
Spears a écrit que Robertson est « une personnalité écrasante… très intolérante… un réfrigérateur ambulant… un grand homme, sans doute le meilleur officier de la guerre… ses manières n'étaient pas bonnes... le plaisir de se tenir proche de Haig, lui fait probablement mettre de côté de nombreuses idées… ». Ses papiers sont « un monument de bon sens et de clairvoyance ».
Dans ses mémoires (Mémoires Volume I, p. 467), Lloyd George accuse Robertson d'avoir des « soupçons profonds et troublants sur tous les étrangers », mais c'est une exagération - la Grande-Bretagne et la France ne sont alliées que pour la deuxième fois seulement de leur histoire, Robertson a joué un rôle crucial dans la création de la Conférence de Chantilly à la fin de 1915, et parvient à des accords avec Nivelle en mars 1917 et avec Pétain au cours de l'été 1917.

### Relations avec Haig
Robertson écrit plus tard qu'« il n'y a jamais eu aucune différence significative d'opinion entre (lui-même et Haig) concernant les grands principes à respecter en vue de gagner la guerre ». David Woodward soutient que le partenariat entre Haig et Robertson est « sans doute le plus important partenariat dans l'histoire militaire britannique », il a permis un engagement massif britannique sur le front occidental. Robertson aurait préféré des attaques à objectifs limités plutôt que les tentatives d'objectifs territoriaux plus profonds ou de percée d'Haig. Lloyd George affirme que Robertson est dominé par Haig, son supérieur hiérarchique. Woodward précise que Robertson considère qu'une fois une opération entamée, on ne peut modifier cette opération.
Dans son journal, Haig indique qu'il est difficile de travailler avec Robertson car ce n'est pas un « gentleman ». Wilson semble avoir le même mépris social envers Robertson, il écrit en 1915 « ses manières sont un peu répugnantes ».

### Relations avec les hommes politiques
Edmonds considère que Robertson a perdu son poste à cause de son franc-parler et de son incapacité à s'entendre avec les politiciens. Woodward rejette cet argument en faisant valoir que l'impossibilité du gouvernement à déterminer des objectifs clairs pour la guerre autre que vaincre l'Allemagne a rendu la tâche de Robertson beaucoup plus complexe, mais que les ministres ont largement appuyé son engagement sur le front occidental tout au long de 1916 et 1917 et ce jusqu'au problème de main-d'œuvre entrainant une réduction progressive de cet engagement (même si, en fait, la guerre allait prendre une tournure différente en 1918). Robertson lui-même note en 1932 que l'objectif de Lloyd George (la « stratégie feu d'artifice » comme il l'appelait à l'époque) a été « d'éviter le combat avec les Allemands » et que sa survie en tant CIGS est liée à l'incapacité de Lloyd George à persuader soit les Français ou ses collègues ministres à adopter ses projets plutôt que ceux de Robertson.
La polémique la plus importante concerne le comportement de Robertson durant la bataille de Passchendaele, quand il ne fait pas part au gouvernement à la fois de ses désaccords avec Haig (sur la probabilité de gains territoriaux, sur l'hypothèse d'une défaite allemande) et, à la mi-juin, qu'il bloque le rapport du lieutenant-colonel Edward Spears sur l'ampleur des mutineries dans l'Armée française. Terraine, citant Violet Bonham-Carter, fait valoir que dans la seconde moitié de 1917, la méfiance entre Robertson et Lloyd George était telle que Robertson sentait que, s'il ne s'entendait pas avec Haig, Lloyd George allait faire perdre la guerre à l'Angleterre en transférant les ressources vers d'autres fronts.